# Ο

Ómicron en una letra capital del Etymologicum Magnum (1499).

Ómicron (en mayúscula Ο, en minúscula ο; llamada griego antiguo οὖ oû /ûː/, en griego moderno όμικρον ómikron /ˈomikron/, lit. ‘o pequeña’) es la decimoquinta letra del alfabeto griego.
La palabra ómicron es una invención medieval para distinguirla de la omega, pronunciada en griego antiguo como una o larga de apertura media. Antes de eso, la ómicron simplemente se llama οὖ (oû).
Ómicron dio origen a las letras o latina y o cirílica, que tienen similar valor fonético e idéntico aspecto tanto en mayúsculas como en minúsculas.
En el sistema de numeración griega tiene un valor de 70 (Οʹ).

## Historia
A pesar de su aparente sencillez, la letra ómicron es una prueba evidente de dos cambios históricos del alfabeto griego.
Por una parte ómicron hace evidente las adaptaciones que los griegos hubieron de hacer en el alfabeto fenicio para adaptar sus letras a la fonología griega. Tanto la forma como la posición alfabética remiten a la letra fenicia ʿayn (𐤏), letra de la que también procede las letras ʿayn hebrea ע y árabe ع. Sin embargo tanto el nombre como la pronunciación de ómicron son totalmente diferentes. Esto se explica porque la consonante fricativa faringea /ʕ/ que representaba ʿayn sobraba para la escritura del griego, mientras le faltaban signos para representar las vocales, así que reutilizaron la letra para representar la vocal O. Debido a este cambio radical, el nombre ʿayn no es adaptado al griego (como el nombre de casi todas las otras letras) y se la nombra sencillamente con el sonido que representaba: "ο". 
La otra pista histórica está en el nombre moderno de la letra, que pasó de ser «o» a ser «ómicron» (en griego ό μικρον, o micron, es decir «o pequeña») para contrastar con «omega» (ὦ μέγα, ō mega, «o grande»). El cambio se debe a la reducción de las vocales del griego moderno respecto al griego clásico. Antiguamente existían tres sonidos vocálicos similares a O: semicerrada posterior redondeada ([o]), representada como ⟨Ο⟩; semicerrada posterior redondeada larga ([oː]), representada como ⟨ΟΥ⟩, y semiabierta posterior redondeada larga ([ɔː]), representada como ⟨Ω⟩. Desde época bizantina ómicron y omega se pronuncian igual y ου se pronuncia como u.

### Variantes epigráficas
Ómicron se usó en todos los alfabetos griegos arcaicos generalmente siempre parecida a su modelo fenicio, circular. Las excepciones incluían los alfabetos de Paros y Tasos, donde ómicron recordaba más a la posterior omega, y los alfabetos de Milo y otras islas cicládicas meridionales, donde ómicron se parecía a la posterior letra C del alfabeto latino.
En las fuentes epigráficas arcaicas aparecen las siguientes variantes:

## Uso
Mientras las otras letras griegas se usan como símbolos en numerosos campos científicos, ómicron apenas es usada porque tiene la particularidad de ser la única letra griega idéntica tanto en su forma mayúscula como minúscula a su contraparte latina, la letra O, además de poder confundirse con la cifra cero. Aun así, tiene algunos usos:
- En teoría de la complejidad computacional, la tasa de crecimiento asintótico de una función según la notación de o mayúscula.
- En astronomía se usaba para referirse a las estrellas decimoquintas de sus constelaciones, según la nomenclatura estelar estándar, por ejemplo Omicron Andromedae, Omicron Ceti y Omicron Persei.
- En medicina, la variante Ómicron del SARS-CoV-2. La Organización Mundial de la Salud (OMS) utiliza el alfabeto griego para describir las variantes preocupantes del SARS‑CoV‑2, el virus que causa la COVID-19[7] El 26 de noviembre de 2021, se asignó a Omicron a la variante preocupante B.1.1.529

## Unicode
- Griego  y copto[8]

| Carácter      | Ο                            | Ο                            | ο                          | ο                          | Ⲟ                       | Ⲟ                       | ⲟ                     | ⲟ                     |
| ------------- | ---------------------------- | ---------------------------- | -------------------------- | -------------------------- | ----------------------- | ----------------------- | --------------------- | --------------------- |
| Unicode       | GREEK CAPITAL LETTER OMICRON | GREEK CAPITAL LETTER OMICRON | GREEK SMALL LETTER OMICRON | GREEK SMALL LETTER OMICRON | COPTIC CAPITAL LETTER O | COPTIC CAPITAL LETTER O | COPTIC SMALL LETTER O | COPTIC SMALL LETTER O |
| Codificación  | decimal                      | hex                          | decimal                    | hex                        | decimal                 | hex                     | decimal               | hex                   |
| Unicode       | 927                          | U+039F                       | 959                        | U+03BF                     | 11422                   | U+2C9E                  | 11423                 | U+2C9F                |
| UTF-8         | 206 159                      | CE 9F                        | 206 191                    | CE BF                      | 226 178 158             | E2 B2 9E                | 226 178 159           | E2 B2 9F              |
| Ref. numérica | &#927;                       | &#x39F;                      | &#959;                     | &#x3BF;                    | &#11422;                | &#x2C9E;                | &#11423;              | &#x2C9F;              |
| Ref. entidad  | &Omicron;                    | &Omicron;                    | &omicron;                  | &omicron;                  |                         |                         |                       |                       |
| DOS Greek     | 142                          | 8E                           | 166                        | A6                         |                         |                         |                       |                       |
| DOS Greek-2   | 190                          | BE                           | 233                        | E9                         |                         |                         |                       |                       |
| Windows 1253  | 207                          | CF                           | 239                        | EF                         |                         |                         |                       |                       |

- Matemáticas[9]

| Carácter      | 𝚶                                 | 𝚶                                 | 𝛐                               | 𝛐                               | 𝛰                                   | 𝛰                                   | 𝜊                                 | 𝜊                                 | 𝜪                                        | 𝜪                                        | 𝝄                                      | 𝝄                                      |
| ------------- | --------------------------------- | --------------------------------- | ------------------------------- | ------------------------------- | ----------------------------------- | ----------------------------------- | --------------------------------- | --------------------------------- | ---------------------------------------- | ---------------------------------------- | -------------------------------------- | -------------------------------------- |
| Unicode       | MATHEMATICAL BOLD CAPITAL OMICRON | MATHEMATICAL BOLD CAPITAL OMICRON | MATHEMATICAL BOLD SMALL OMICRON | MATHEMATICAL BOLD SMALL OMICRON | MATHEMATICAL ITALIC CAPITAL OMICRON | MATHEMATICAL ITALIC CAPITAL OMICRON | MATHEMATICAL ITALIC SMALL OMICRON | MATHEMATICAL ITALIC SMALL OMICRON | MATHEMATICAL BOLD ITALIC CAPITAL OMICRON | MATHEMATICAL BOLD ITALIC CAPITAL OMICRON | MATHEMATICAL BOLD ITALIC SMALL OMICRON | MATHEMATICAL BOLD ITALIC SMALL OMICRON |
| Codificación  | decimal                           | hex                               | decimal                         | hex                             | decimal                             | hex                                 | decimal                           | hex                               | decimal                                  | hex                                      | decimal                                | hex                                    |
| Unicode       | 120502                            | U+1D6B6                           | 120528                          | U+1D6D0                         | 120560                              | U+1D6F0                             | 120586                            | U+1D70A                           | 120618                                   | U+1D72A                                  | 120644                                 | U+1D744                                |
| UTF-8         | 240 157 154 182                   | F0 9D 9A B6                       | 240 157 155 144                 | F0 9D 9B 90                     | 240 157 155 176                     | F0 9D 9B B0                         | 240 157 156 138                   | F0 9D 9C 8A                       | 240 157 156 170                          | F0 9D 9C AA                              | 240 157 157 132                        | F0 9D 9D 84                            |
| Ref. numérica | &#120502;                         | &#x1D6B6;                         | &#120528;                       | &#x1D6D0;                       | &#120560;                           | &#x1D6F0;                           | &#120586;                         | &#x1D70A;                         | &#120618;                                | &#x1D72A;                                | &#120644;                              | &#x1D744;                              |

| Carácter      | 𝝤                                            | 𝝤                                            | 𝝾                                          | 𝝾                                          | 𝞞                                                   | 𝞞                                                   | 𝞸                                                 | 𝞸                                                 |
| ------------- | -------------------------------------------- | -------------------------------------------- | ------------------------------------------ | ------------------------------------------ | --------------------------------------------------- | --------------------------------------------------- | ------------------------------------------------- | ------------------------------------------------- |
| Unicode       | MATHEMATICAL SANS-SERIF BOLD CAPITAL OMICRON | MATHEMATICAL SANS-SERIF BOLD CAPITAL OMICRON | MATHEMATICAL SANS-SERIF BOLD SMALL OMICRON | MATHEMATICAL SANS-SERIF BOLD SMALL OMICRON | MATHEMATICAL SANS-SERIF BOLD ITALIC CAPITAL OMICRON | MATHEMATICAL SANS-SERIF BOLD ITALIC CAPITAL OMICRON | MATHEMATICAL SANS-SERIF BOLD ITALIC SMALL OMICRON | MATHEMATICAL SANS-SERIF BOLD ITALIC SMALL OMICRON |
| Codificación  | decimal                                      | hex                                          | decimal                                    | hex                                        | decimal                                             | hex                                                 | decimal                                           | hex                                               |
| Unicode       | 120676                                       | U+1D764                                      | 120702                                     | U+1D77E                                    | 120734                                              | U+1D79E                                             | 120760                                            | U+1D7B8                                           |
| UTF-8         | 240 157 157 164                              | F0 9D 9D A4                                  | 240 157 157 190                            | F0 9D 9D BE                                | 240 157 158 158                                     | F0 9D 9E 9E                                         | 240 157 158 184                                   | F0 9D 9E B8                                       |
| Ref. numérica | &#120676;                                    | &#x1D764;                                    | &#120702;                                  | &#x1D77E;                                  | &#120734;                                           | &#x1D79E;                                           | &#120760;                                         | &#x1D7B8;                                         |